# Бурбело Олександра Сергіївна
Олекса́ндра Сергі́ївна Бурбе́ло (нар. 1 січня 1998, м. Вінниця — 5 вересня 2013, Вінниця) — юна українська письменниця, член НСПУ від 2015 (посмертно).

## Біографія
Народилась у Вінниці в родині викладачів-науковців. Була вихованкою місцевої школи № 26. Пішла з життя у 15-річному віці через спадкову фатальну хворобу — муковісцидоз.

## Творчість
Авторка кількох книг поезії і прози українською та російською мовами:
- Первоцвіт: казки, легенди, вірші та загадки. — Вінниця: ФОП Рогальська І. О., 2011. — 138 с. — ISBN 978-966-2585-17-9;
- Белые паруса: сказки, фантастические рассказы, стихотворения. — Краснодар: Новация, 2012. — 152 с. — ISBN 978-5-905557-10-1;
- Первоцвіт: казки, легенди, вірші, смішинки та загадки. Вид. друге, змінене і доповнене. — Вінниця: Консоль, 2012. — 152 с. — ISBN 978-617-583-066-6;
- Зимова Україна : поезії. — Вінниця: Діло, 2013. — 124 с. — ISBN 978-617-662-031-0;
- Я лиш струна на арфі України. — Київ: Антологія, 2013. — 304 с. — ISBN 978-966-97305-7-2;
- Золота росинка: поезія, казки. — Вінниця: Консоль, 2014. — 312 с. — ISBN 978-617-583-119-9.
- Перемога під Синіми Водами: поема, сонети, роман, повісті. — Вінниця: Консоль, 2015. — 128 с. — ISBN 978-617-583-137-3/
- Гармония: стихотворения, песни, письма.  — Вінниця: Діло, 2016. — 144 с. — ISBN 978-617-7171-49-1.
- Рідній Україні: вибране, поезія. — Вінниця: Консоль, 2016. — 276 с. — ISBN 978-617-583-169-4.
- Свої пісні дарую всім на радість : збірник пісень. — Вінниця: Діло, 2017. — 44 с. — ISBN 978-617-7556-10-6.
- Рідній Україні: вибране, проза.  - Вінниця : ФОП Рогальська І. О., 2018 - 136 с. - ISBN 978-617-7556-34-2
- Любій Україні, уривки з поезій. - Вінниця : ФОП Рогальська І. О., 2019 - 36 с. - ISBN 978-617-7556-59-5

За життя вийшло друком чотири книги автора, решта — посмертні видання.  Незавершеними лишилися роман в стилі фентезі «Тутанхамон» та детектив. Численні публікації в українській та російський періодиці.

## Відзнаки та нагороди
Лауреат і дипломант понад півсотні літературних конкурсів та фестивалів, знаковими серед яких є перемоги та здобутки у конкурсах «Україна через 20 років» журналу «Крилаті» (Київ, 2010), «Малахітовий носоріг» (Вінниця, 2010), журналів «Хімія для допитливих» та «Географія для допитливих» (Харків, 2011), «Я козацького роду» (Київ, 2011), інтернет-конкурсах ім. М. С. Гумільова (Санкт-Петербург, 2012), «Волшебное перышко» (Єкатеринбург, 2011, 2012), «Край п'яти січей» (Нікополь, 2012), «Зелене гроно» (Вінниця, 2013), пісенний конкурс "Зов Нимфея" (Керч, 2013), Літературно-мистецька премія «Кришталева вишня» (2014), міжнародна відзнака "ГРАН-ПРІ" Пам'ять  та медаль «Тарас Шевченко єднає народи» (Київ, 2018) та ін.

Творчість високо оцінена відомими українськими письменниками — В. З. Нестайком, В. М. Вітковським, А. М. Подолинним. Автором кількох передмов до книг стала Т. М. Артем'єва.
|                                                      | Олександра Бурбело, безперечно, має багату фантазію, що надзвичайно важливо для письменника, у неї світле, романтичне світосприйняття. Душа авторки відкрита для всього доброго і прекрасного. Про це свідчать казки у збірці. Вони написані не зовсім за класичним зразком. Герої в них – романтизовані носії добра і всіх людських чеснот. Вони утверджують головну думку про важливість добра, доброти для людини. Казки юної письменниці ліричні, в них багато світла, вони мальовничі. Авторські емоції, думки, зокрема любов до рідної землі, до «Казкової України», органічно поєднуються з елементами фантастики. Олександра створює прекрасну, вимріяну країну дитинства. Її твори відкривають дітям світ добра і краси |
| — Всеволод Нестайко, з рецензії на книгу «Першоцвіт» | |

## Вшанування пам'яті
Як виняток 2 липня 2015 р. була прийнята до Національної Спілки письменників України (посмертно). Квиток № 02965 був виписаний 27 серпня і вручений батькам поетеси 5 жовтня у Вінниці під час відкриття IV Міжнародного літературно-мистецького свята «Русалка Дністрова».
- У книзі «Воїнам світла», (Мукачево, 2014) серед сотні авторів фронтових поезій поміщено два вірші Олександри Бурбело «Легенда про мак» та «Скіфська пектораль». Цю книгу не зустрінеш на полицях магазинів. Її виготовляють волонтери і передають бійцям у зону АТО. Поезія поетичної сотні підтримує наших бійців на передовій. Так поети, серед яких і Олександра, вносять свій внесок у захист України.

- 5 травня 2016 року відкрито меморіальну дошку Олександрі Бурбело на житловому будинку в місті Вінниці по вулиці Воїнів-інтернаціоналістів, буд. 9-А, де Сашенька проживала. На дошці викарбувані слова з вірша «Молитва за Україну»:

І я свою молитву долучаю
За Україну, що в світах одна,
Така квітуча й пишна, наче з раю,
Для нас усіх дарована вона!
- 2 червня 2016 року в культурно-мистецькому та просвітницькому центрі Вінницького національного технічного університету відкрилася постійно діюча пам'ятна експозиція юної письменниці, члена Національної спілки письменників України Олександри Бурбело;

- 23 листопада 2016 року в Сашиній рідній школі № 26 м. Вінниці було відкрито меморіальну дошку вічно юній письменниці. Саша дуже любила читати. Меморіальна дошка виготовлена у вигляді розгорнутої книги, символізує любов дітей до книг, до навчання;

- Вадим Вітковський, письменник, головний редактор літературно-мистецького журналу «Вінницький край», при відкритті меморіальної дошки повідомив, що з 2017 року започатковано літературну премію «Струна на арфі України» імені Олександри Бурбело. Це одна з найвищих відзнак серед літераторів. Літературний конкурс проводиться у двох номінаціях — поезії і прози. Переможці будуть нагороджуватися дипломами І, ІІ та ІІІ ступенів і грошовими преміями. Твори на конкурс слід надсилати до редакції журналу «Вінницький край». Матеріали про заснування премії і конкурсу висвітлено в журналі «Вінницький край» № 4 за 2016 рік;

- 21 січня 2017 року по Вінницькому державному телебаченні в програмі «Дивоцвіти» був презентований для перегляду фільм «Струна на арфі України» про творчість юної письменниці Олександри Бурбело, автор стрічки — Ганна Секрет, Заслужений журналіст України;

- 5 червня 2017 року по українському радіо була передача «Олександра Бурбело. Вірші», яку слухали по всій Україні;

- 22 липня 2017 року теж по українському радіо на каналі «Культура» в програмі «Поетична мозаїка» звучали вірші Олександри, які читала Наталія Коломієць;

- Департамент освіти і науки облдержадміністрації листом № 01-22-02/1830 від 03.05.2017 р. рекомендує запровадити вивчення на уроках рідного краю (предмет «Українська література») творів Олександри Бурбело. Комунальний вищий навчальний заклад «Вінницька академія неперервної освіти» листом № 01/19-411 від 31.05.2017 р. надіслав «Методичні рекомендації щодо проведення уроків літератури рідного краю» та зразок уроку за творчістю О. Бурбело;

- Міністерство освіти і науки України Наказом № 804 від 07.06.2017 р. затвердило програму для загальноосвітніх навчальних закладів з української літератури 5-9 класів, у якій передбачено вивчення творів юної поетеси. В списку додаткової літератури для читання 5 класу є книги Олександри Бурбело «Первоцвіт: казки, легенди, вірші, смішинки та загадки» і «Золота росинка: поезії, казки», а для 6 класу — «Я лиш струна на арфі України»;

- Комісією з української літератури Науково-методичної ради з питань освіти Міністерства освіти і науки України розглянуто матеріали науково-методичної експертизи книг Олександри Бурбело «Первоцвіт», «Зимова Україна», «Я лиш струна на арфі України», «Золота росинка», «Перемога під Синіми Водами», «Рідній Україні» з висновком «Схвалити для використання у загальноосвітніх навчальних закладах» (протокол № 3 від 26 червня 2017 року). Це буде враховано при виданні нових навчальних посібників з української літератури.

- 12 грудня 2017 року Якушинецькою територіальною громадою на фасаді будинку культури було встановлено меморіальну дошку Олександрі Бурбело, на землях якої вона похована.[6]

- У кінці 2016 року в Інтернеті, на YouTube був створений «Канал Олександри Бурбело», який має шість розділів:

1 — телесюжети про Олександру Бурбело; 
2 — вірші Олександри Бурбело; 
3 — пісні на слова Олександри Бурбело;
4 — спогади про Олександру Бурбело,
5 - радіопрограми про Олександру Бурбело,
6 - вечори пам'яті та презентації творчості письменниці. 
Зараз на каналі за адресою (ю туб — ю туб відео — канал Олександри Бурбело) виставлено більше сімсот десяти відеороликів, список яких постійно розширюється.
Також в інтернеті на сайті творчості Олександри Бурбело за адресою http://pwr.inf.ua/boss/ [Архівовано 20 лютого 2017 у Wayback Machine.] можна ознайомитись з книгами Олександри: «Первоцвіт» — перше і друге видання, «Белые паруса», «Зимова Україна», «Я лиш струна на арфі України», «Золота росинка», «Перемога під Синіми Водами», «Гармония», «Рідній Україні» (Вибране. Поезія), "Свої пісні дарую всім на радість", "Рідній Україні" (Вибране. Проза)та "Любій Україні" у розділі «Фотокниги».
- Саші свої вірші присвятили: Іван Драч, Михайло Стрельбицький, Тамара Артем'єва, Жанна Дмитренко, Світлана Травнева, Сергій Брайлян, Володимир Гальчак, Микола Колесник, Галина Рибачук-Прач, Лілія Горлей, Тетяна Нечипоренко,Наталія Запорожець, Наталя Андріяш, Катерина Палій, Марія Красноштан та інші.

- У 2018 році видано їх книгу "Друзі по перу - Олександрі Бурбело".

У 2018 році Вінницька міська рада спільно з департаментом освіти та міським методичним кабінетом видали "Книгу вінницького школяра", в якій у розділі "Славетні подоляни на усі віки" в одному ряду з Михайлом Коцюбинським, Миколою Пироговим, Михайлом Стельмахом, Євгеном Гуцалом та іншими включено і Олександру Бурбело.
- У 2017 році «Видавничий дім «Освіта» (Київ) видав підручник Наталі Черсунової «Українська література. Хрестоматія + позакласне читання» для 6 класу, у якому є матеріал про Олександру та її вірш «Я лиш струна на арфі України».

- У 2019 році видано  підручники: серія «Шкільна бібліотека» «Антологія. Казки в шкільному курсі літератури»  5-6 класи (Харків), розділ українських казок відкривається казками Олександри Бурбело «Україна на відстані серця і безмежного Всесвіту» і «Святковий букет» та «Сучасна художня література 5-6 класи»(Київ) – казки «Барвиста країна» та «Лесина казка».

- Депутати Бохоницької сільської ради на сесії прийняли рішення про перейменування вулиці Першої на вулицю Олександри Бурбело на масиві Поляна села Бохоники Вінницького району Вінницької області. Урочисте відкриття вулиці і меморіальної дошки Олександри відбулося 05.09.2019 року. Дошка встановлена на фасаді будинку №28, де любила бувати Саша, писала свої поетичні та прозові твори.

- Олександра вела активну переписку із членами Національної спілки письменників України Всеволодом Зіновійовичем Нестайко, Ладою Костянтинівною Федоровською і членом Спілки письменників Росії Віктором Михайловичем Жорником. ЇЇ переписка із Л. Федоровською та В. Жорником розміщена в книзі «Гармония».

- Саша була особисто знайома із письменниками Віктором Жорником, Максимом Кідруком, Любком Дерешом, Юрієм Андруховичем, Олександром Ірванцем. Мала книги з їхніми побажаннями і автографами.